# Ampelisca richardsoni
Ampelisca richardsoni är en kräftdjursart. Ampelisca richardsoni ingår i släktet Ampelisca och familjen Ampeliscidae. Inga underarter finns listade i Catalogue of Life.